# Pignans
Pignans este o comună în departamentul Var din sud-estul Franței. În 2009 avea o populație de 1.439 de locuitori.

## Evoluția populației
| An        | 1975 | 1982 | 1990 | 1999 | 2006  | 2009  |
| --------- | ---- | ---- | ---- | ---- | ----- | ----- |
| Populație | 207  | 249  | 361  | 764  | 1.125 | 1.439 |